# Warta (Wüstung)
Warta (auch Wartha) ist eine Wüstung zwischen Bad Bibra und Golzen im Burgenlandkreis des Landes Sachsen-Anhalt.

## Geschichte
1122 bekannte Bischof Otto von Bamberg, dass er 1108 begonnen hatte, das Kloster Aura zu bauen und fünf Jahre später weihte. Damals ließ er es stark dotieren, u. a. gehörte dazu villula nomine Warta in Saxonia sita. Papst Eugen III. bestätigte 1150 die Besitzungen des Klosters Aura, darunter auch Warta quae iuxta fluvium Unstrat sita est.
Huch de Warda trat 1168 erstmals als Zeuge des Bischofs von Naumburg in Erscheinung. 1171 wurde er Hugo de Wartha genannt. Im darauffolgenden Jahr wurde er im Gefolge des Bischofs von Naumburg als Ritter des Pleißenlandes, Hugo(nis) de Wartha, bezeichnet, 1173 dann als Hugo de Warda, 1180 Hugo de Warte/Warthe, 1183 Hugo de Warta. Im letztgenannten Jahr trat der Edle Hugo von Warta letztmals urkundlich greifbar in Erscheinung.
Er muss der Vater von Hugo iunior de Warda gewesen sein, der 1188 als Zeuge bei der Anwesenheit des Kaisers Friedrich I. in Altenburg in Erscheinung trat und ab 1190 bis 1206 als Kanonikus Hugo von Warta am Hochstift Naumburg wirkte. Fast gleichzeitig war mit ihm dort als Kanoniker Hugo von Scheidingen (1197/1271).
Die von Warta gelten als Gründer von Waldenburg (Sachsen) und wurden zu Herren von Waldenburg.
Bereits im Spätmittelalter wurde Wart(h)a wüst. Noch 1834 bezog der Pfarrer von Thalwinkel den Zehnt von der wüsten Mark Warta, deren Flur mit Malsteinen gekennzeichnet war. Der größte Teil der früheren Ortsflur von Wart(h)a wurde Golzen zugeordnet und dort 1858 im Zuge der Separation neu aufgeteilt.